# Comandante supremo delle forze alleate

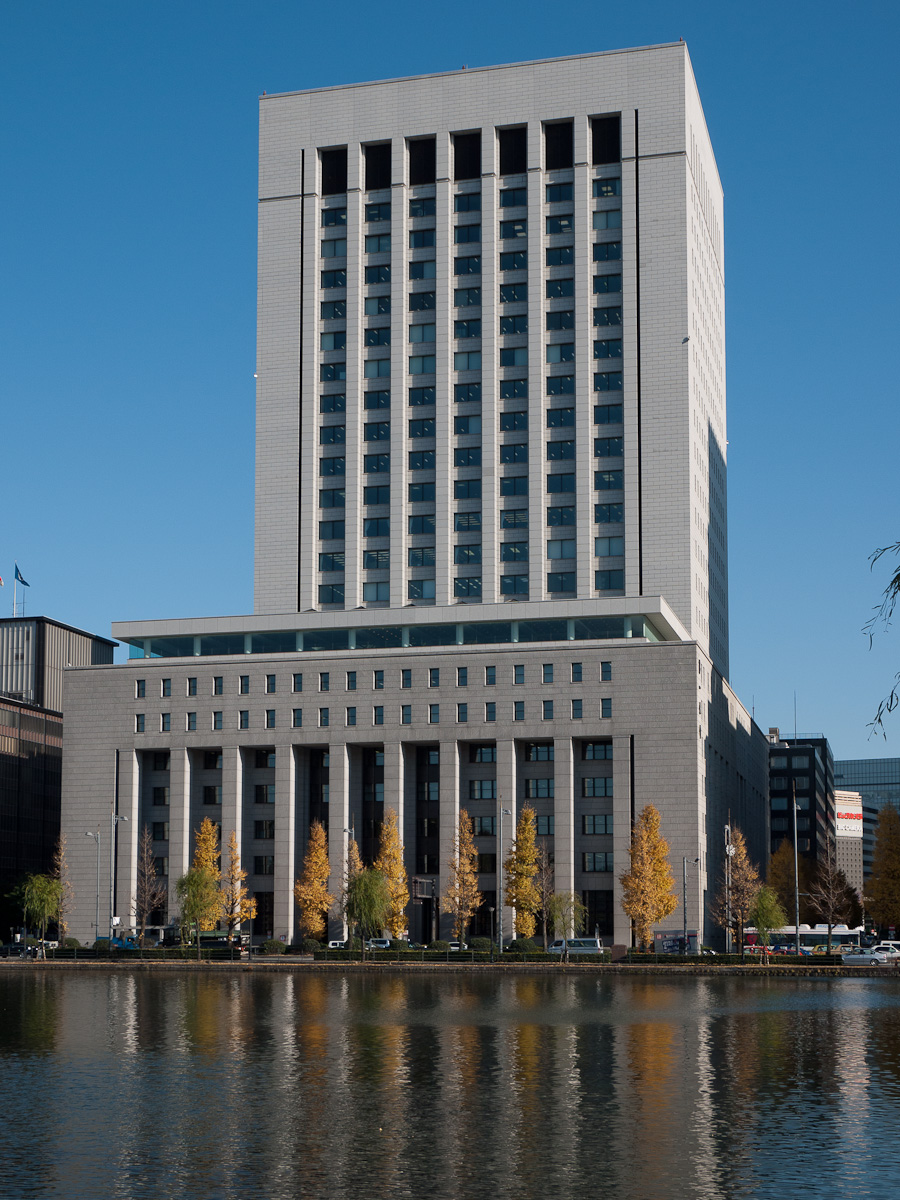
Il Palazzo Dai-Ichi Seimei servì da quartier generale dello SCAP: la sezione a più piani sullo sfondo fu costruita dopo l'occupazione.

Comandante supremo delle forze alleate (in inglese Supreme Commander of the Allied Powers, SCAP) era il grado e l'incarico assunto dal generale statunitense Douglas MacArthur durante l'occupazione del Giappone successiva alla seconda guerra mondiale. Anche se vi furono e vi sono tuttora altri Comandanti alleati supremi, l'incarico di SCAP in quanto tale è stato dato solo a MacArthur.

## Storia
Douglas MacArthur aveva la convinzione che la sua (e per procura quella americana) fosse una presenza sacra. Durante il discorso che tenne sul ponte della sua nave da guerra successivamente alla firma della resa incondizionata del Giappone alle forze alleate, affermò che "La sacra missione è stata completata".
In Giappone si faceva generalmente riferimento alla posizione come quartier generale (in inglese General Headquarters, GHQ), in quanto SCAP era riferito anche agli uffici dell'occupazione, che comprendevano uno staff di molte centinaia di impiegati civili oltre che di militari statunitensi. Fu una parte di questo personale a scrivere effettivamente una prima bozza della costituzione del Giappone, poi ratificata dopo alcuni emendamenti dalla Dieta giapponese.
Queste azioni fecero sì che McArthur fosse percepito da molte figure politiche e civili giapponesi come la nuova forza imperiale del Giappone, e che la sua autorità venisse perfino considerata come la rinascita dello stile di governo dello shōgun, da cui il Giappone era stato dominato dalla fondazione dello Shogunato Kamakura nel 1192 fino all'inizio del periodo della Restaurazione Meiji nel 1868.
MacArthur e il suo staff dello SCAP giocarono un ruolo essenziale nell'esonerare l'imperatore Hirohito e tutti i membri della famiglia imperiale implicati nella guerra, come il principe Yasuhito Chichibu, Tsuneyoshi Takeda, Yasuhiko Asaka, Naruhiko Higashikuni e Hiroyasu Fushimi, dai processi penali dinanzi al tribunale di Tokyo.
Il 26 novembre 1945, MacArthur confermò all'ammiraglio Mitsumasa Yonai che l'abdicazione dell'imperatore non sarebbe stata necessaria. Prima dell'inizio effettivo dei processi per crimini di guerra, lo SCAP, l'IPS e i dignitari Shōwa lavorarono dietro le quinte non solo per impedire che la famiglia reale venisse messa sotto accusa, ma anche per distorcere la testimonianza degli imputati affinché nessuno chiamasse in causa l'imperatore. Alti funzionari negli ambienti della corte e il governo Shōwa collaborarono con il GHQ alleato alla compilazione di liste di potenziali criminali di guerra, mentre gli individui arrestati come sospetti di Classe A e incarcerati nella prigione di Sugamo presero solennemente l'impegno di proteggere il loro sovrano contro ogni possibile macchia di responsabilità nei crimini di guerra.
Oltre a controllare la politica e l'economia per i sette anni successivi alla resa del Giappone, lo SCAP esercitò anche un rigido controllo su tutti i mezzi di comunicazione giapponesi, attraverso la formazione al suo interno del Distaccamento per la censura civile (Civil Censorship Detachment, CCD). Il CCD, alla fine, bandì un totale di trentuno argomenti da tutte le forme di mezzi di comunicazione. Tali argomenti comprendevano:
- critiche allo SCAP (agli individui e all'organizzazione);
- tutti i paesi alleati;
- critiche alla politica alleata pre e post-bellica;
- qualsiasi forma di propaganda imperiale;
- difesa dei criminali di guerra;
- elogio di sistemi di governo "non democratici";
- la bomba atomica;
- le attività del mercato nero;
- discussione aperta delle relazioni diplomatiche alleate (USA vs. URSS).

Sebbene alcune delle leggi di censura del CCD si fossero notevolmente allentate verso la fine dello SCAP, alcuni argomenti, come la bomba atomica, rimasero tabù sino al 1952, alla fine dell'occupazione alleata in Giappone.
Le forze australiane, britanniche, indiane, canadesi e neozelandesi riunite nello SCAP erano organizzate in un subcomando noto come Forza di occupazione del Commonwealth britannico.
MacArthur fu sostituito nel ruolo di SCAP dal generale Matthew Ridgway, quando fu destituito dal presidente Harry Truman per insubordinazione riguardante la guerra di Corea nell'aprile 1951. Con il trattato di pace con il Giappone, firmato a San Francisco l'8 settembre 1951, la carica di SCAP decadde.